# Liste der Bischöfe von Chalon-sur-Saône
Die folgenden Personen waren Bischöfe des Bistums Chalon-sur-Saône (Frankreich):
- Donatus (oder Donatianus) ca. 346
- Paul I. „der Alte“
- Paul II. „der Junge“ ca. 470
- Johann I.
- Tranquille ca. 484
- Hl. Sylvester ca. 517–526
- Didier 531
- Hl. Agricola ca. 532–580
- Flavius 580–ca. 595
- Heiliger Loup 601–602
- Wandelin 603
- Gelion 641
- Hl. Grat
- Desiré (Didon) 666
- Antistius
- Amblacus
- Hubert 779
- Fova (Faof) ca. 813–ca. 838
- Milon
- Godescalc ca. 853–ca. 860
- Gerbaud ca. 864–ca. 885
- Warnulf ? 885
- Stephan 886–889
- Ardrad 889–ca. 925
- Axoran
- Stactée
- Durand I.
- Hildebold 944
- Frotgaire 961
- Raoul 977–986
- Lambert 1017
- Gottfried I. 1017–1040
- Hugo I. 1040
- Guy I. 1044–ca. 1058
- Aicard ca. 1058–1072
- Rocrène (Roderic) 1072–ca. 1078
- Walter I. 1080–1121
- Gothaud 1121–1126
- Gautier de Sercy ca. 1128–ca. 1156
- Peter I. ca. 1158–ca. 1173
- Engilbert ca. 1175–1183
- Robert I. 1185–1215
- Durand II. 1215–1231
- Guillaume de La Tour 1231–1245
- Alexandre de Bourgogne-Montaigu 1245–1261
- Thibaud 1261–1264
- Guy de Sennecey 1264–1269
- Ponce de Sissey 1269–1273
- Guillaume du Blé 1273–1294
- Guillaume de Bellevesvre 1294–1301
- Robert de Decize 1302–1315
- Berthaud de La Chapelle de Villiers 1315–1333
- Hugue de Corrabeuf 1333–1342
- Pierre de Chalon 1342–1345
- Jean Aubryot 1346–1351
- Renaud 1351–1353
- Jean de Mello 1354–1357
- Jean Germain 1357–1361
- Jean de Saint-Just 1361–1370
- Jean de Salornay 1371–1372
- Geoffroy de Saligny 1373–1374
- Nicolas de Vères 1374–1386
- Guillaume de Saligny 1386–1387
- Olivier de Martreuil 1387–1405
- Jean de La Coste 1405–1408
- Philibert de Saulx 1409–1413
- Jean D’Arsonval 1413–1416
- Hugue D’Orges 1416–1431
- Jean Rolin 1431–1436
- Jean Germain 1436–1461
- Jean de Poupet 1461–1480
- André de Poupet 1480–1503
- Jean de Poupet de La Chaux 1503–1531
- Antoine de Vienne 1531–1552
- Louis Guillart 1553–1561
- Antoine Herlaut 1561–1573
- Jacques Fouré 1573–1578
- Pontus (Pons) de Thiard de Bissy 1578–1594
- Cyrus de Thiard de Bissy 1594–1624
- Jacques de Neuchèze 1624–1658
- Jean de Meaupeou 1658–1677
- Henri-Félix de Tassy 1677–1711
- François Madot 1711–1753
- Louis-Henri de Rochefort D’Ailly 1753–1772
- Joseph-François D’Andignè de La Chasse 1772–1781
- Jean-Baptiste du Chilleau 1781–1790